# Seito Shokun!
Seito Shokun! (яп. 生徒諸君!, укр. Увага, учні!) — японська манґа, написана та проілюстрована Йоко Сьодзі. Манґа виходила в журналі Shōjo Friend видавництва Kodansha з 1977 по 1984 рік. Розділи були зібрані у 24 танкобони з лютого 1978 року по червень 1985 року. Seito Shokun! отримав другу нагороду Kodansha Manga Award у 1978 році в категорії сьодзьо.
Продовження манґи, Seito Shokun! Kyōshi-hen, публікувалося в журналі Be Love видавництва Kodansha з 2004 по 2011 роки. Ще один спін-оф, Seito Shokun! Saishū-shō: Tabidachi, було опубліковано з 2011 по 2019 роки в тому ж журналі. Манґа була адаптована до двох дорам, які транслювались з 1980 по 1981 рік і у 2007 році. Серіал також був адаптований у дві спеціальні серії, які транслювались на Fuji TV 23 лютого 1986 року та 8 червня 1987 року відповідно.

## Сюжет
Учні, які не довіряють вчителям, викладачі, які борються з вірою у свої методи навчання, батьки та сім'ї, які звинувачують школу в нестандартній поведінці своїх дітей та поганих результатах навчання. Це три теми, які чергуються впродовж усієї історії.
Наоко — нова вчителька, яка починає працювати в цій середній школі. Вона одразу ж стикається з повсякденними людськими справами та проблемами, з якими стикаються її учні, намагаючись досягти компромісу між молоддю та дорослими і змінити на краще сучасну систему освіти.

## Сприйняття
Seito Shokun! виграв нагороду Kodansha Manga Award в 1978 році в категорії сьодзьо.
Станом на 2010 рік Seito Shokun! і Seito Shokun! Kyoshi-hen було продано понад 25 мільйонів копій в Японії.